# Chiesa di San Giorgio (Riva del Garda)
La chiesa di San Giorgio è la parrocchiale di Pregasina, frazione di Riva del Garda, appartenente alla Comunità Alto Garda e Ledro. Fa parte della zona pastorale di Riva e Ledro dell'arcidiocesi di Trento e risale al XVII secolo.

## Storia

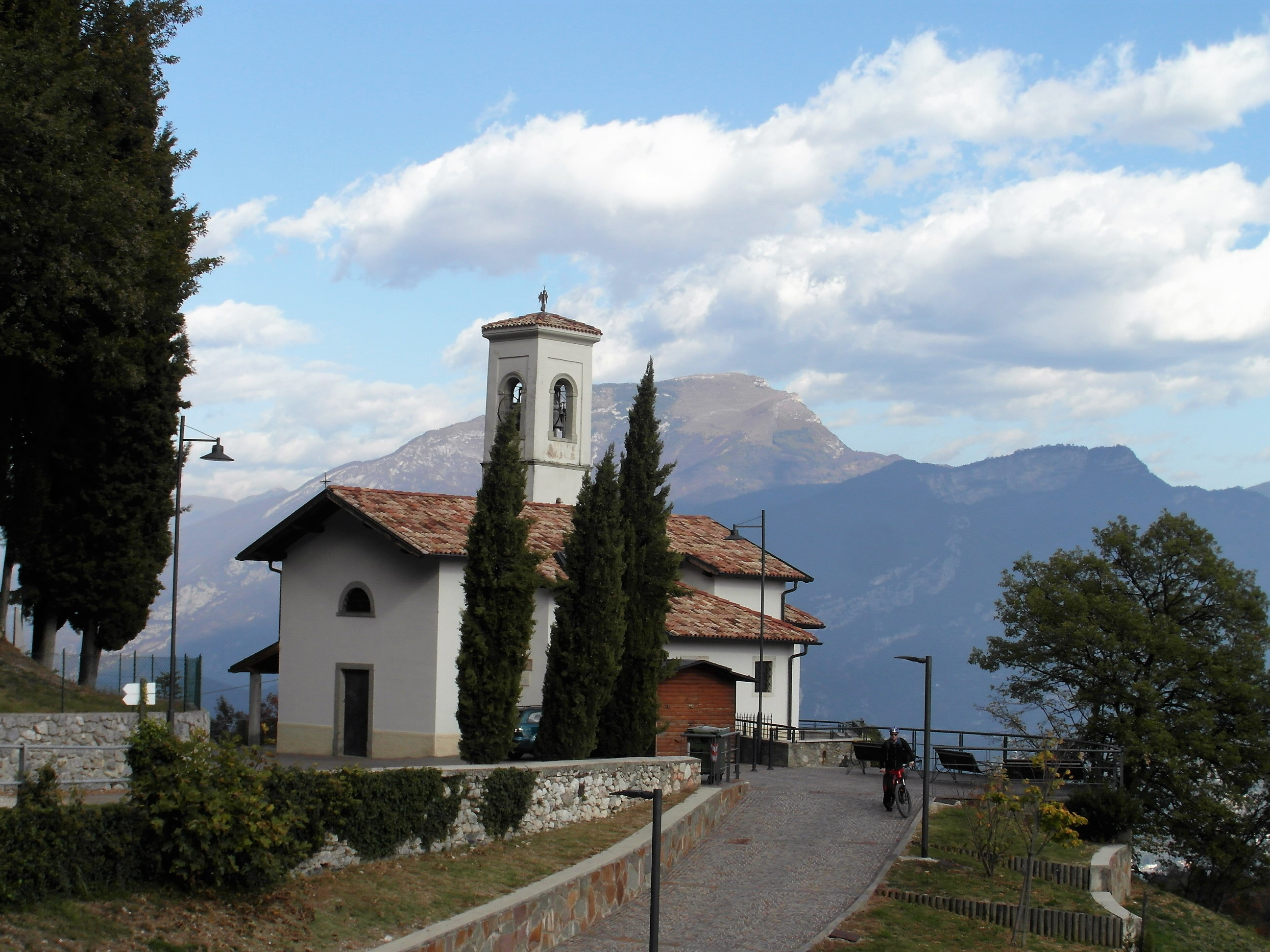
Immagine d'insieme della chiesa

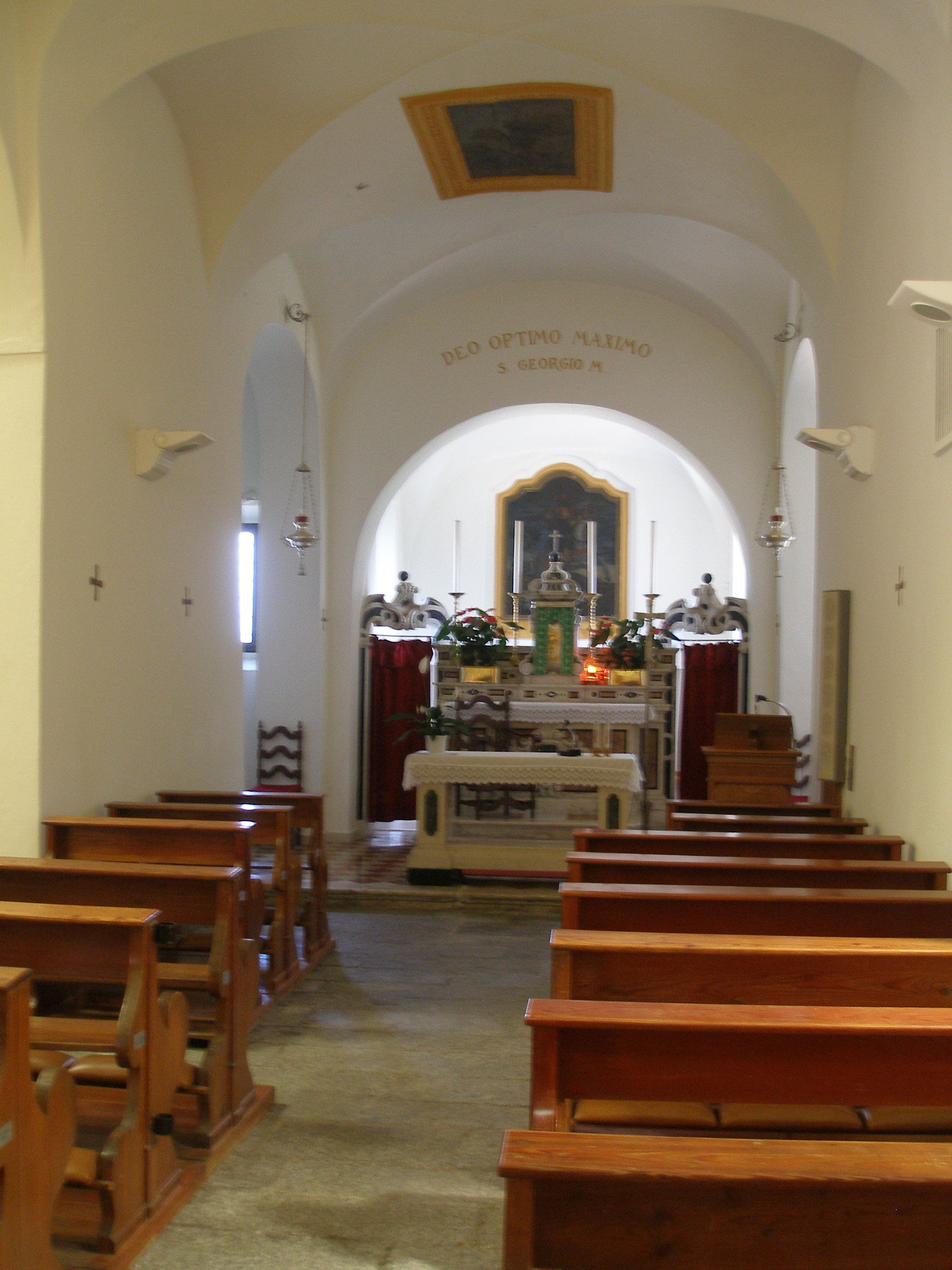
Interno con zona presbiteriale dopo l'adeguamento liturgico

Un primo riferimento storico alla piccola chiesa è del 1633, e poiché nel documento si citano lavori da eseguire al suo interno, cioè la cancellazione di alcuni affreschi, era presente sul sito già in precedenza, come sussidiaria alla pieve di Ledro.
Dal 1694 ottenne sia la conservazione dell'Eucaristia sia il fonte battesimale.
Dal 1934 ottenne la dignità di chiesa parrocchiale.
A partire dalla seconda metà del XX secolo fu oggetto di numerosi interventi. 
Venne ampliata e fu aperto un accesso laterale, quindi, nel 1962, venne consacrata.
Fu ritinteggiata, venne sostituito l'orologio della torre campanaria, fu restaurato il tetto e venne risistemato il sagrato di accesso.

## Descrizione

### Esterni
La chiesa si trova su uno sperone di roccia all'estremità meridionale del paese di Pregasina. Mostra orientamento tradizionale ad est e la facciata a capanna è semplice, con due spioventi. Sopra il portale si apre la finestra a lunetta. La torre campanaria si alza in posizione leggermenta arretrata, sulla sinistra e la sua base rientra nel corpo dell'edificio. Il cimitero della comunità si trova più in basso tra i campi.

### Interni
L'interno è caratterizzato da una navata minore posta anteriormente alla struttura del campanile e dalla navata più antica, divenuta navata maggiore. Il presbiterio è leggermente elevato e dalla sinistra si accede alla cappella laterale mentre a destra si entra nella sagrestia.